# Logaritmo de Zech
O logaritmo de Zech foi nomeado por Julius August Christoph Zech e é utilizado para implementar um corpo finito cujos elementos são representados por {\displaystyle \alpha }.

## Definição
Se {\displaystyle \alpha } é um elemento primitivo de um campo finito, então o logaritmo de Zech em relação à base {\displaystyle \alpha } é definida pela equação:
{\displaystyle Z_{\alpha }(n)=\log _{\alpha }(1+\alpha ^{n}),}
ou, de maneira equivalente, a:
{\displaystyle \alpha ^{Z_{\alpha }(n)}=1+\alpha ^{n}.}
Para ser mais preciso, {\displaystyle Z_{\alpha }} é uma função de módulos inteiros ordenados pelo multiplicativo {\displaystyle \alpha }, e obtém valores do mesmo conjunto. A fim de descrever cada elemento, é conveniente adicionar formalmente um novo símbolo {\displaystyle -\infty }, juntamente com as definições:
{\displaystyle \alpha ^{-\infty }=0}
{\displaystyle n+(-\infty )=-\infty }
{\displaystyle Z_{\alpha }(-\infty )=0}
{\displaystyle Z_{\alpha }(e)=-\infty }
em que e é um número inteiro que satisfaça {\displaystyle \alpha ^{e}=-1}, o qual mostra que e = 0 para um campo de características 2, e {\displaystyle e={\frac {q-1}{2}}} para um campo finito de características ímpares com q elementos.
Usando o logaritmo Zech, um campo finito aritmético pode ser expresso na representação exponencial:
{\displaystyle \alpha ^{m}+\alpha ^{n}=\alpha ^{m}\cdot (1+\alpha ^{n-m})=\alpha ^{m}\cdot \alpha ^{Z(n-m)}=\alpha ^{m+Z(n-m)}}
{\displaystyle -\alpha ^{n}=(-1)\cdot \alpha ^{n}=\alpha ^{e}\cdot \alpha ^{n}=\alpha ^{e+n}}
{\displaystyle \alpha ^{m}-\alpha ^{n}=\alpha ^{m}+(-\alpha ^{n})=\alpha ^{m+Z(e+n-m)}}
{\displaystyle \alpha ^{m}\cdot \alpha ^{n}=\alpha ^{m+n}}
{\displaystyle \left(\alpha ^{m}\right)^{-1}=\alpha ^{-m}}
{\displaystyle \alpha ^{m}/\alpha ^{n}=\alpha ^{m}\cdot \left(\alpha ^{n}\right)^{-1}=\alpha ^{m-n}}